# Ein Funken Hoffnung – Anne Franks Helferin
Ein Funken Hoffnung – Anne Franks Helferin (Originaltitel: A Small Light) ist eine US-amerikanische Miniserie, die von Joan Rater und Tony Phelan entwickelt wurde. In der Serie wird die Lebens- und Wirkungsgeschichte der niederländisch-österreichischen Widerstandskämpferin Miep Gies nacherzählt, die zwischen 1942 und 1944 das jüdische Mädchen Anne Frank und deren Familie im Amsterdamer Hinterhaus versteckt hielt. Die Premiere der Miniserie fand am 1. Mai 2023 auf dem US-Kabelsender National Geographic statt. Im deutschsprachigen Raum erfolgte die Erstveröffentlichung der Miniserie durch Disney+ am 2. Mai 2023.

## Hintergrundinformationen
Die Serie legt daher nicht nur Fokus auf das Leben Anne Franks im Hinterhaus, sondern vor allem auch auf kaum bekannte und thematisierte Ereignisse, die in den beiden Jahren im Leben von Miep und ihrem Ehemann Jan stattgefunden haben. So wird auch das Schicksal des Studenten Kuno Van Der Horst erzählt, der sich geweigert hatte, die von der deutschen Besatzungsmacht verlangte „Loyalitätserklärung“ zu unterschreiben, sich bei Jan und Miep in deren Zuhause versteckt hatte und als neunter Untergetauchter bezeichnet werden kann, der von Miep Gies versorgt wurde.
Neben Mieps Biografie werden aber auch die politischen und gesellschaftspolitischen Ereignisse beleuchtet, die in Amsterdam zwischen 1942 und 1944 stattgefunden haben, darunter der Anschlag auf das Einwohnermeldeamt Amsterdam, welches von Willem Arondeus durchgeführt wurde. Auf diese Weise wird auch die „Karriere“ des Polizisten Karl Josef Silberbauer detaillierter beschrieben, jenes Mannes, der im August 1944 Anne Frank und die Untergetauchten verhaftet hatte.

## Dreharbeiten
Die Dreharbeiten zur Serie fanden im Sommer 2022 statt und fanden zum einen in Hradec Králové, in Prag, aber auch zum Teil an Originalschauplätzen in Amsterdam statt.

## Besetzung und Synchronisation
Die deutschsprachige Synchronisation entstand nach den Dialogbüchern sowie unter der Dialogregie von Ilya Welter durch die Synchronfirma Splendid Synchron in Köln.

### Hauptfiguren
| Rolle                 | Darsteller                           | Synchronsprecher                   |
| --------------------- | ------------------------------------ | ---------------------------------- |
| Miep Gies             | Bel Powley Agi Tietjen (jung)        | Lea Fleck Matilda Kuwawi (jung)    |
| Jan Gies              | Joe Cole                             | Arne Obermeyer                     |
| Anne Frank            | Billie Boullet Zoe Ponzo (jung)      | Roxana Samadi Elinor Kuwawi (jung) |
| Otto Frank            | Liev Schreiber                       | Thomas Balou Martin                |
| Edith Frank-Holländer | Amira Casar                          | Kordula Leiße                      |
| Margot Frank          | Ashley Brooke Polly Sakoufaki (jung) | Meri Dogan Emma Hense (jung)       |

### Nebenfiguren
| Rolle                  | Darsteller        | Synchronsprecher         |
| ---------------------- | ----------------- | ------------------------ |
| Hermann van Pels       | Andy Nyman        | Philipp Schepmann        |
| Auguste van Pels       | Caroline Catz     | Ilya Welter              |
| Peter van Pels         | Rudi Goodman      | Max Rinke                |
| Fritz Pfeffer          | Noah Taylor       | Volker Niederfahrenhorst |
| Victor Kugler          | Nicholas Burns    |                          |
| Johannes Kleiman       | Ian McElhinney    | Hans-Gerd Kilbinger      |
| Karl Josef Silberbauer | Daniel Donskoy    |                          |
| Herr Kuiper            | Gunnar de Jong    | Daniel Käser             |
| Willem Arondeus        | Sean Hart         | Andreas Maier            |
| Kuna Van der Horst     | Preston Nyman     | Benedikt Hahn            |
| Charlotte Kaletta      | Lisa Karlström    | Julia von Tettenborn     |
| Max Stoppelman         | Sebastian Armesto | Louis Friedemann Thiele  |

## Zum Titel
Der Originaltitel der Miniserie verweist auf ein Zitat, welches von Miep Gies stammt: „Ich mag es nicht, wenn man mich als Held bezeichnet, denn niemand sollte denken, dass man etwas Besonderes sein muss, um anderen zu helfen. Auch eine gewöhnliche Sekretärin, eine Hausfrau oder ein Teenager kann in einem dunklen Raum ein kleines Licht (A Small Light) anzünden“.

## Episodenliste
| Nr. | Deutscher Titel           | Originaltitel          | Erstausstrahlung (USA) | Deutschsprachige Erstveröffentlichung (D/A/CH) | Regie         | Drehbuch                  |
| --- | ------------------------- | ---------------------- | ---------------------- | ---------------------------------------------- | ------------- | ------------------------- |
| 1   | Die Verwandlung           | Pilot                  | 1. Mai 2023            | 2. Mai 2023                                    | Susanna Fogel | Joan Rater & Tony Phelan  |
| 2   | Willkommen in der Schweiz | Welcome to Switzerland | 1. Mai 2023            | 2. Mai 2023                                    | Susanna Fogel | Joan Rater & Tony Phelan  |
| 3   | Mutterland                | Motherland             | 8. Mai 2023            | 9. Mai 2023                                    | Susanna Fogel | William Harper            |
| 4   | Der Schmetterling         | The Butterfly          | 8. Mai 2023            | 9. Mai 2023                                    | Leslie Hope   | Ben Esler                 |
| 5   | Scheissfeld               | Scheißfeld             | 15. Mai 2023           | 16. Mai 2023                                   | Leslie Hope   | William Harper            |
| 6   | Siedepunkt                | Boiling Point          | 15. Mai 2023           | 16. Mai 2023                                   | Tony Phelan   | Alyssa Margarite Jacobson |
| 7   | Was zu retten ist         | What Can Be Saved      | 22. Mai 2023           | 23. Mai 2023                                   | Tony Phelan   | William Harper            |
| 8   | Vermächtnis               | Legacy                 | 22. Mai 2023           | 23. Mai 2023                                   | Tony Phelan   | Joan Rater & Tony Phelan  |